# 多田健蔵
多田 健蔵 (ただ けんぞう、1889年2月17日 - 1976年) は、日本のオートバイレーサー。神奈川県秦野市出身。アジア人として初めてマン島TTレースに参加した。

## 略歴
オートバイを始める前は自転車レースに参戦していた。1907年（明治40年）に横浜貿易新報（現・神奈川新聞）主催の「自転車長距離競走」で、250マイル（実際の走行距離は約390kmだったとされる）を16時間53分で走破、優勝している。
東京市日本橋でオートバイの輸入販売を行う多田健蔵商店を営む。1921年からオートバイレースを始める。当時日本のオートバイレーサーは20名しかいなかった。彼は日本におけるモータースポーツイベント主催の中心的な役割を果たすようになった。
大正時代に日本のオートバイ産業およびオートバイレースが著しく発展する。日本の急速に発展する産業に対する熱意を押し上げる目的で全国紙が後援し、50,000人もの観客を集めるようになった。多田はイギリスのオートバイ誌の影響を受けて、マン島TTレースの詳細を知る。1930年、ベロス社の招きでマン島TTレースに参加。海路朝鮮に渡り、シベリア鉄道でヨーロッパまで40日をかけて到着した（実際には14日ほどで欧州に到着し、遠征期間が40日だったという説もある）。彼は海外に亘った初の日本人ライダーとなった。
ベロス社は自社モデルの世界的な人気を証明するため多田を参戦させた。アレック・ベネットのセミワークスベロセット・KTT350ccが与えられ、多田は1ヶ月の練習期間の後レースに参加、ジュニアクラスで15位完走を果たした。レース中何度か落車したが、そのたびに再び乗車してレースを続けたことで「the India Rubber Man」と渾名された。
その後1958年に行われた第1回全日本クラブマンレース（全日本モーターサイクルクラブ連盟（MCFAJ）主催）では競技委員長を務めた。1960年にホンダ・スズキがマン島TTレースに参加する際は選手団と同行している。

## フィルモグラフィ
- 'Faster Than Ever: An All-British Victory!', British Pathe, 1930

## 参照
1. 1 2  多田健蔵 - 二輪文化を伝える会
2. 1 2  横浜のメディア・スポーツ・イベント - 横浜開港資料館
3. ↑  Japan's Motorcycle Wars: An Industry History. Jeffrey W. Alexander. UBC Press, 31 Jan 2009
4. ↑  Walker, Mick (2002). Mick Walker's Japanese Grand Prix Racing Motorcycles. Tyne & Wear: Redline Books. ISBN 978-0-9531311-8-1